# Vysoká nad Uhom
Vysoká nad Uhom – wieś (obec) na Słowacji położona w kraju koszyckim, w powiecie Michalovce. Pierwsze wzmianki o miejscowości pochodzą z roku 1214. 
Według danych z dnia 31 grudnia 2012, wieś zamieszkiwało 805 osób, w tym 413 kobiet i 392 mężczyzn.
W 2001 roku rozkład populacji względem narodowości i przynależności etnicznej wyglądał następująco:
- Słowacy – 98,79%
- Czesi – 0,22%
- Morawianie – 0,11%
- Ukraińcy – 0,44%
- Węgrzy – 0,44%

Ze względu na wyznawaną religię struktura mieszkańców kształtowała się w 2001 roku następująco:
- Katolicy rzymscy – 47,57%
- Grekokatolicy – 30,68%
- Ewangelicy – 0,33%[a]
- Prawosławni – 0,44%
- Ateiści – 0,44%
- Nie podano – 0,22%